# Sauvigny-le-Bois
Sauvigny-le-Bois és un municipi francès, situat al departament del Yonne i a la regió de Borgonya - Franc Comtat. L'any 2007 tenia 706 habitants.

## Demografia

### Població
El 2007 la població de fet de Sauvigny-le-Bois era de 706 persones. Hi havia 278 famílies, de les quals 62 eren unipersonals (25 homes vivint sols i 37 dones vivint soles), 83 parelles sense fills, 112 parelles amb fills i 21 famílies monoparentals amb fills.
La població ha evolucionat segons el següent gràfic:
Habitants censats

### Habitatges
El 2007 hi havia 318 habitatges, 282 eren l'habitatge principal de la família, 17 eren segones residències i 19 estaven desocupats. 299 eren cases i 15 eren apartaments. Dels 282 habitatges principals, 229 estaven ocupats pels seus propietaris, 39 estaven llogats i ocupats pels llogaters i 13 estaven cedits a títol gratuït; 18 tenien dues cambres, 33 en tenien tres, 89 en tenien quatre i 142 en tenien cinc o més. 192 habitatges disposaven pel capbaix d'una plaça de pàrquing. A 124 habitatges hi havia un automòbil i a 128 n'hi havia dos o més.

### Piràmide de població
La piràmide de població per edats i sexe el 2009 era:
| Homes | Edats   | Dones |
| ----- | ------- | ----- |
| 0     | 95 o +  | 0     |
| 0     | 90 a 94 | 0     |
| 0     | 85 a 89 | 0     |
| 8     | 80 a 84 | 4     |
| 8     | 75 a 79 | 8     |
| 0     | 70 a 74 | 16    |
| 4     | 65 a 69 | 20    |
| 44    | 60 a 64 | 20    |
| 16    | 55 a 59 | 16    |
| 40    | 50 a 54 | 32    |
| 40    | 45 a 49 | 44    |
| 24    | 40 a 44 | 20    |
| 24    | 35 a 39 | 24    |
| 20    | 30 a 34 | 12    |
| 12    | 25 a 29 | 16    |
| 28    | 20 a 24 | 4     |
| 28    | 15 a 19 | 40    |
| 24    | 10 a 14 | 20    |
| 20    | 5 a 9   | 24    |
| 12    | 0 a 4   | 20    |

## Economia
El 2007 la població en edat de treballar era de 470 persones, 353 eren actives i 117 eren inactives. De les 353 persones actives 321 estaven ocupades (167 homes i 154 dones) i 33 estaven aturades (15 homes i 18 dones). De les 117 persones inactives 47 estaven jubilades, 39 estaven estudiant i 31 estaven classificades com a «altres inactius».

### Ingressos
El 2009 a Sauvigny-le-Bois hi havia 303 unitats fiscals que integraven 762,5 persones, la mediana anual d'ingressos fiscals per persona era de 16.622 €.

### Activitats econòmiques
Dels 28 establiments que hi havia el 2007, 1 era d'una empresa extractiva, 2 d'empreses alimentàries, 6 d'empreses de construcció, 5 d'empreses de comerç i reparació d'automòbils, 3 d'empreses de transport, 5 d'empreses d'hostatgeria i restauració, 1 d'una empresa immobiliària, 2 d'empreses de serveis, 1 d'una entitat de l'administració pública i 2 d'empreses classificades com a «altres activitats de serveis».
Dels 10 establiments de servei als particulars que hi havia el 2009, 1 era una funerària, 2 tallers de reparació d'automòbils i de material agrícola, 1 paleta, 1 guixaire pintor, 1 fusteria, 2 lampisteries i 2 restaurants.
Dels 2 establiments comercials que hi havia el 2009, 1 era una botiga de més de 120 m² i 1 una botiga de menys de 120 m².
L'any 2000 a Sauvigny-le-Bois hi havia 8 explotacions agrícoles que ocupaven un total de 565 hectàrees.

## Equipaments sanitaris i escolars
El 2009 hi havia 1 escola maternal i 1 escola elemental.

## Poblacions més properes
El següent diagrama mostra les poblacions més properes.